# Two Men in Town
Two Men in Town è un film del 2014 diretto da Rachid Bouchareb.
La pellicola ha per protagonisti Forest Whitaker, Ellen Burstyn, Harvey Keitel e Brenda Blethyn.
Remake del film francese Due contro la città, diretto da José Giovanni nel 1973, il film è il secondo di una "trilogia americana" dedicata da Bouchareb ai rapporti tra gli Stati Uniti e il mondo arabo, dopo Just Like a Woman del 2012.
È stato presentato in concorso alla 64ª edizione del Festival internazionale del cinema di Berlino.

## Trama
William Garnett esce dal carcere dopo 18 anni per buona condotta, grazie anche alla ritrovata fede nella religione musulmana. Deciso a lasciarsi alle spalle il difficile passato, tenta di cominciare una nuova vita in una piccola cittadina al confine col Nuovo Messico, con l'aiuto dell'agente di sorveglianza Emily Smith ma il passato riemerge a causa del vecchio socio di attività criminose e dello sceriffo (ex galeotto) Bill Agati, in cerca di vendetta.

## Produzione
Il film è stato girato in Nuovo Messico, tra le città di Deming, Belen e Albuquerque.
Il regista Rachid Bouchareb ha affermato che il personaggio di William Garnett è stato sviluppato pensando sin dall'inizio all'attore Forest Whitaker: «Quando ho incontrato Forest non avevo un film, nessuna storia. Volevamo solo lavorare insieme, costruire qualcosa. Volevo coinvolgerlo in questa storia di immigrazione perché è un argomento che mi affascina».

## Colonna sonora
La colonna sonora del film, composta da Éric Neveux, è stata pubblicata il 5 maggio 2014.

### Tracce
1. Two Men in Town - 1:55
2. On Parole - 1:48
3. William Garnet - 0:48
4. A Prayer - 1:31
5. In the Dark - 1:59
6. Desert Sand - 3:45
7. The Hunter - 2:02
8. In the Storm - 1:30
9. Impossible Prayers - 1:25
10. You've Done It Already - 1:12
11. With Bare Hands - 2:15
12. Enemy Way - 3:12
13. Unfair Game - 1:51

## Distribuzione

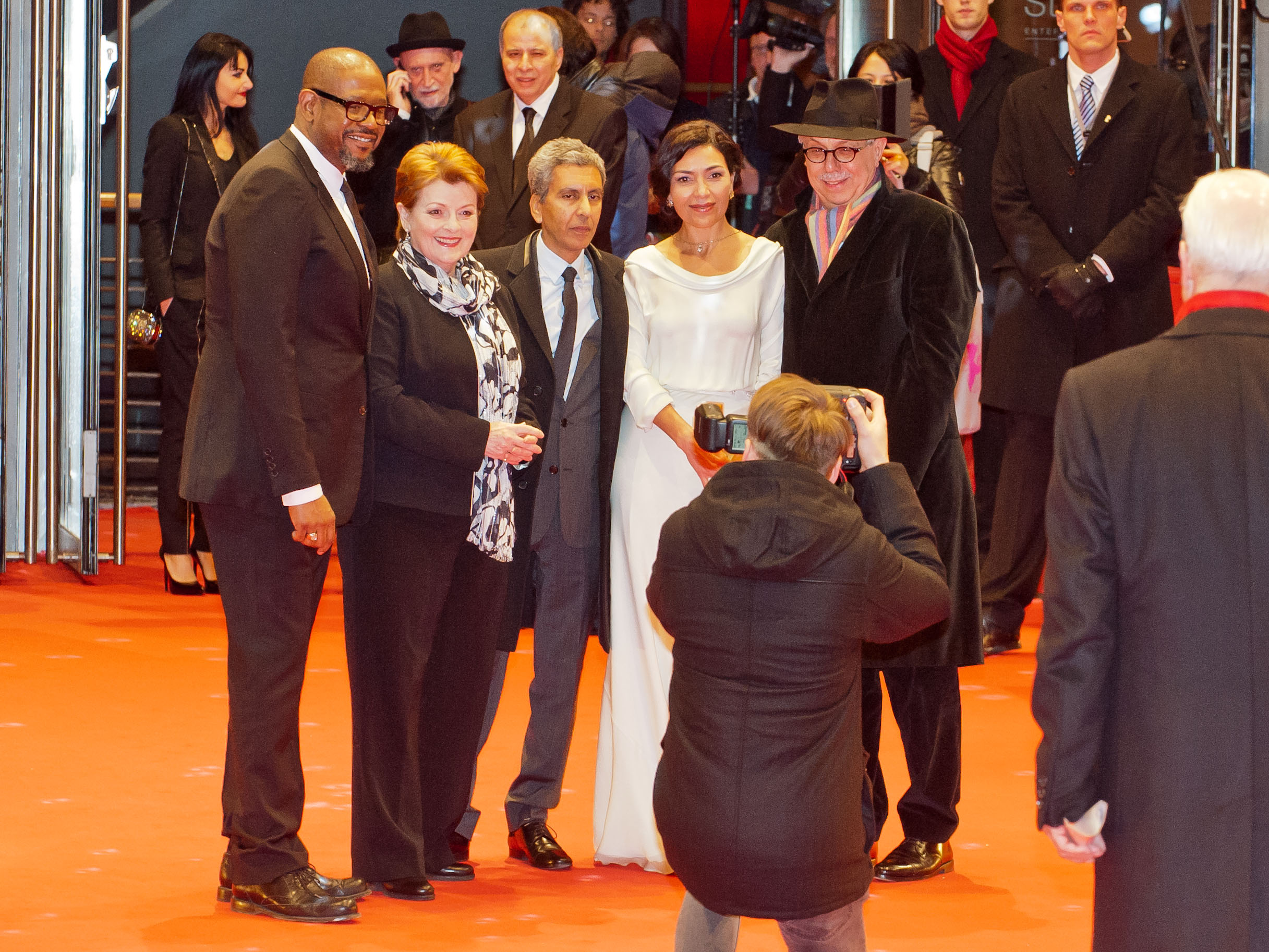
Il cast principale del film durante la première al Festival di Berlino 2014

Dopo la première del 6 febbraio 2014 al Festival di Berlino, il 4 aprile è stato proiettato al Festival internazionale del film poliziesco di Beaune ed è stato distribuito in Francia dal successivo 7 maggio. Nel mese di ottobre è stato mostrato al Woodstock Film Festival e al Festival internazionale del cinema di Abu Dhabi.
In alcuni Paesi, tra cui Norvegia, Svezia e Finlandia, è stato distribuito direttamente in versione home video, mentre in Giappone ha avuto un passaggio televisivo in prima visione il 12 novembre 2015.

### Date di uscita
- Francia (La voie de l'ennemi) - 7 maggio 2014
- Belgio (La voie de l'ennemi) - 11 giugno 2014
- Repubblica di Macedonia - 7 agosto 2014
- Serbia (Dva čoveka u gradu) - 7 agosto 2014
- USA (Two Men in Town) - 6 marzo 2015
- Brasile (Dois Homens Contra Uma Cidade) - 12 novembre 2015

## Critica
Il film ha ricevuto un giudizio misto da parte dalla critica. Il sito Rotten Tomatoes riporta il 47% di recensioni professionali con giudizio positivo e un voto medio di 5,4 su 10, mentre il sito Metacritic assegna al film un punteggio di 56 su 100 basato su 6 recensioni.
Sul sito The A.V. Club è stato definito «un film di complicate tensioni interpersonali e interculturali», mentre Bilge Ebiri ha scritto su New York Magazine/Vulture: «Sarà facile per alcuni liquidarlo come una storia familiare raccontata troppo freddamente, ma guardate più da vicino e vedrete che ha un cuore violento». Molti hanno sottolineato le performance dei protagonisti, in particolare Forest Whitaker e Harvey Keitel che Glenn Kenny su RogerEbert.com ha definito «inventivi e sorprendenti», e Brenda Blethyn, giudicata da Sherilyn Connelly di The Village Voice «meravigliosa come donna di mezza età che mantiene una posizione di autorità sugli uomini violenti»,
Altri critici hanno espresso giudizi meno positivi, pur apprezzando la prova del cast, l'ambientazione e la fotografia di Yves Cape. Il critico Jay Weissberg ha scritto sulla rivista Variety: «Un dramma ordinario ambientato nel Nuovo Messico, in cui i grandi spazi aperti evidenziano le grandi lacune nella logica... Yves Cape compensa la narrazione faticosa con immagini desolatamente magnifiche di vaste pianure desertiche e lontane catene montuose che testimoniano silenziosamente la crudeltà umana. Bouchareb è particolarmente desideroso di mostrare l'Islam in una buona luce, enfatizzando le influenze calmanti della religione, ma le troppo frequenti pause con Garnett in preghiera, accompagnate da una musica progettata per trasmettere pensieri positivi, sono eccessivamente calcolate e dolorosamente ovvie».
A. O. Scott sul New York Times ha parlato di «una trama schematica e a volte mal costruita», Deborah Young lo ha giudicato «debole e antiquato» su The Hollywood Reporter, mentre secondo Sheri Linden del Los Angeles Times il film «non è all'altezza del territorio mitico al quale aspira».